# Tôi đã thấy nước

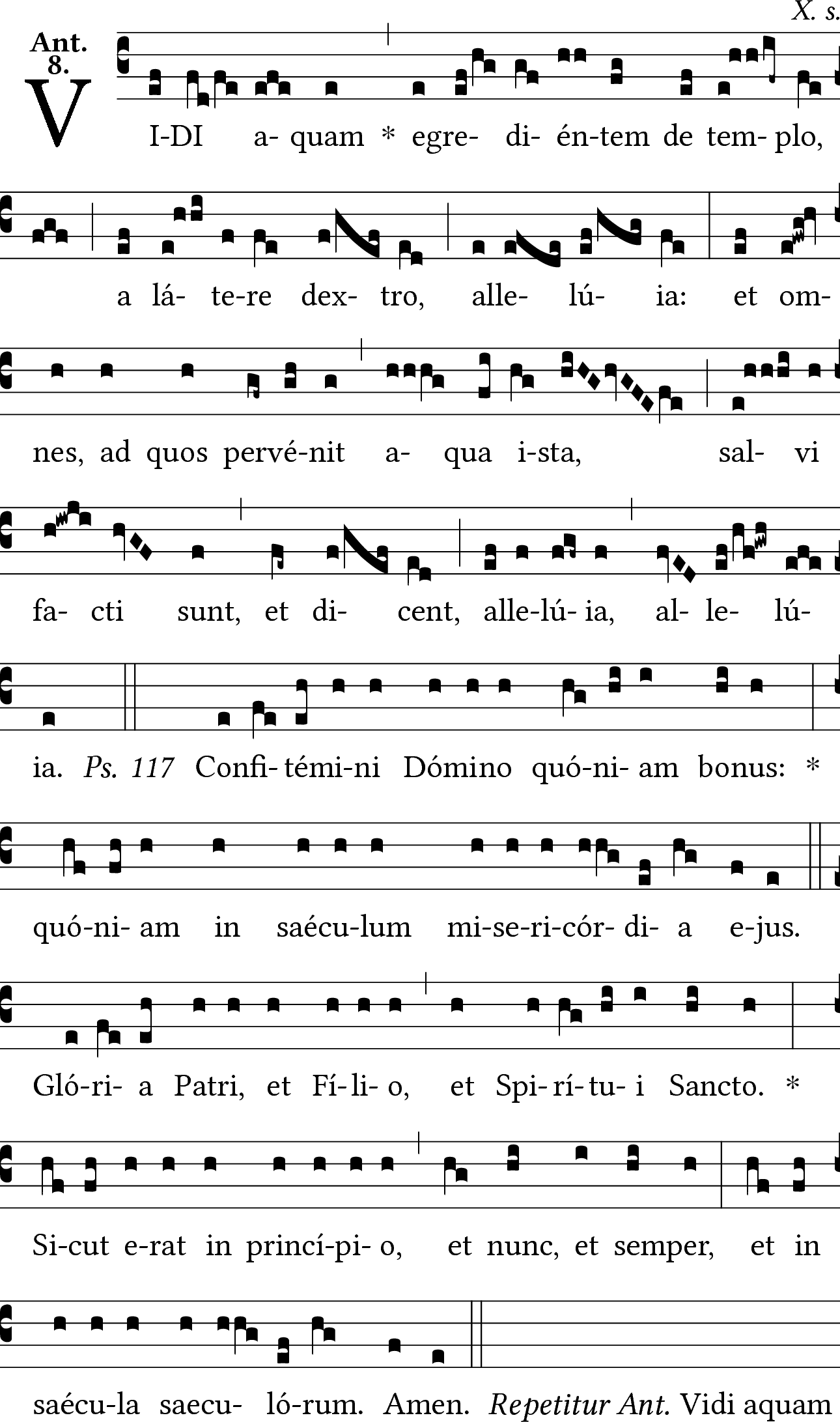
Một đoạn lời bài hát (Antiphon Vidi Aquam (Vatican)) được chụp từ cuốn (Antiphon Vidi Aquam (Vatican))

Vidi aquam là tên của một antiphon, có thể được hát trong Thánh lễ Công giáo Nghi thức Latinh. Nó đồng hành với các Asperges, nghi thức vào đầu Thánh lễ nơi người chủ tế rảy nước cộng đoàn bằng nước rửa tội.
Nó được hát từ Chúa Nhật Phục Sinh trong suốt mùa phụng vụ của Mùa Phục Sinh cho đến ngày lễ Ngũ Tuần. 
| Bản văn | Dịch |
| --- | --- |
| Vidi aquam egredientem de templo, a latere dextro, alleluia: Et omnes ad quos pervenit aqua ista, salvi facti sunt, Et dicent: alleluia, alleluia. | Tôi đã thấy nước từ bên phải Đền Thờ chảy ra, alleluia: Và nước ấy chảy đến những ai, thì tất cả được cứu rỗi Và reo lên: alleluia, alleluia. |

Văn bản đề cập đến những lời của nhà tiên tri Ezekiel (Ezekiel 47: 1)  , người đã nhìn thấy những dòng nước tuôn ra từ Đền thờ như một trận lụt thánh hóa chảy qua trái đất.
Nếu nghi thức rắc rắc xảy ra bên ngoài Eastertide, antiphon đơn giản hơn Asperges Me thường thay thế Vidi aquam.